# 福岡市自動車学校
有限会社福岡市自動車学校（ふくおかしじどうしゃがっこう）は、福岡県福岡市東区に本社を置く福岡県公安委員会指定自動車教習所を運営する企業。

## 教習
- 大型自動車
- 中型自動車
- 普通自動車第一種・第二種
- 大型特殊自動車
- 大型自動二輪車
- 普通自動二輪車

## 学校周辺
- 佐山池
- 蓼原池
- 高節池
- 宗勝寺

## 交通アクセス
- JR九産大前駅から徒歩18分